# 田永君
田永君（1963年3月—），辽宁本溪人，生于黑龙江友谊县，汉族，中国共产党党员。中华人民共和国政治人物、第十三届全国人民代表大会河北地区代表。

## 经历
1984年毕业于哈尔滨科技大学机械二系，1987年获东北重型机械学院硕士学位，1994年获中国科学院物理研究所博士学位。2017年当选为中国科学院院士。
2018年2月24日，当选为第十三届全国人大代表。